# 栗橋大利根バイパス
栗橋大利根バイパス（くりはしおおとねバイパス）は、埼玉県久喜市佐間から埼玉県加須市北大桑を結ぶ国道125号のバイパス道路である。
2020年（令和2年）3月20日に開通し、2022年（令和4年）4月1日に現道化した。

## 概要
久喜市高柳から加須市北大桑まで、本道が片側1車線のため渋滞が発生しやすく、また歩道も幅員が狭いなどの整備状況も良くないため計画され、現道の高柳交差点は埼玉県道3号さいたま栗橋線の流れを優先させる構造（県道側は両方向2車線で久喜市街方面へ左折信号、直進信号で進行できるのに対し、国道は両方向とも1車線に絞られ、加須方面へは直進信号のみでしか進行できない）であり、特に加須市方面へ向かう車の信号待ちで混雑が起きやすい為、それらを迂回する形で東北自動車道加須インターチェンジと国道4号との往来時間を短縮するのが目的である。
2007年（平成19年）度より路線測量・詳細設計等が実施されており、2008年（平成20年）秋以降に用地買収を行なうための用地測量および物件調査等を行なった。2008年（平成20年）には埼玉県企業局が事業用地の一部を確保した。
2015年（平成27年）頃より一部建設工事が始まり、起点となる久喜市の佐間西交差点の拡幅工事や埼玉県道316号阿佐間幸手線の一部の4車線化改良工事が行われ、県道側が加須・久喜市境付近でこちらへ重複する構造となっている。また、加須市側でも本道が直線化された。
2020年（令和2年）3月20日に全区間が開通した。
旧道区間は、2021年（令和3年）10月1日に久喜市内の佐間西交差点から中川に至るまでの区間が（佐間西交差点から高柳交差点の区間については埼玉県道3号さいたま栗橋線に移管）、2022年（令和4年）4月1日には残りの区間も指定解除され、栗橋大利根バイパスが現道化した。
- 全長 3.9 km
- 計画交通量数 17,800台/日[4]

## 開通後の見通し
当バイパスの開通により、埼玉県内における国道125号のバイパス計画は全通した。また、接続する加須羽生バイパスの4車線化や国道122号との重複区間の6車線化が完了すると、埼玉県熊谷市上之（南）交差点（国道17号熊谷バイパス交点）から羽生市の国道122号との重複区間を経て、久喜市栗橋交差点（国道4号）に至る埼玉県利根地域の幹線道路網が出来上がる事となる。

## 地理

### 交差する道路
| 交差する道路                           | 交差する道路              | 交差点名         | 最高速度 (km/h) | 所在地 | 所在地 |
| -------------------------------------- | ------------------------- | ---------------- | --------------- | ------ | ------ |
| 埼玉県道316号阿佐間幸手線              |                           |                  |                 |        |        |
| 埼玉県道3号さいたま栗橋線 さいたま方面 | 国道125号 栗橋方面        | 佐間西           | 法定速度        | 久喜市 | 佐間   |
|                                        | 埼玉県道316号阿佐間幸手線 | 高柳北           | 法定速度        | 久喜市 | 佐間   |
| 埼玉県道346号砂原北大桑線              | 埼玉県道346号砂原北大桑線 | 加須IC東産業団地 | 法定速度        | 加須市 | 北大桑 |
| （北大桑観音通り・旧国道125号）        |                           | 北大桑西         | 法定速度        | 加須市 | 北大桑 |
| 国道125号 行田方面                     |                           |                  |                 |        |        |

当バイパスの終点である旧道との合流点は、当バイパス開通まで、現在の北大桑西交差点よりも行田市寄りだったが、当バイパスの開通と行田方面との直結化により、市道との交差等が複雑化する為、旧道を北方に経路変更して、北大桑西交差点を合流点とし、当バイパスと行田市方面現道との境界地点ではスルーパスされるようになった。

### 交差する河川
- 十王排水路
- 中川（令和橋）

### 周辺の施設
- 豊野台テクノタウン
- 豊野台公園
- 加須スケートパーク
- 円満寺

## ギャラリー

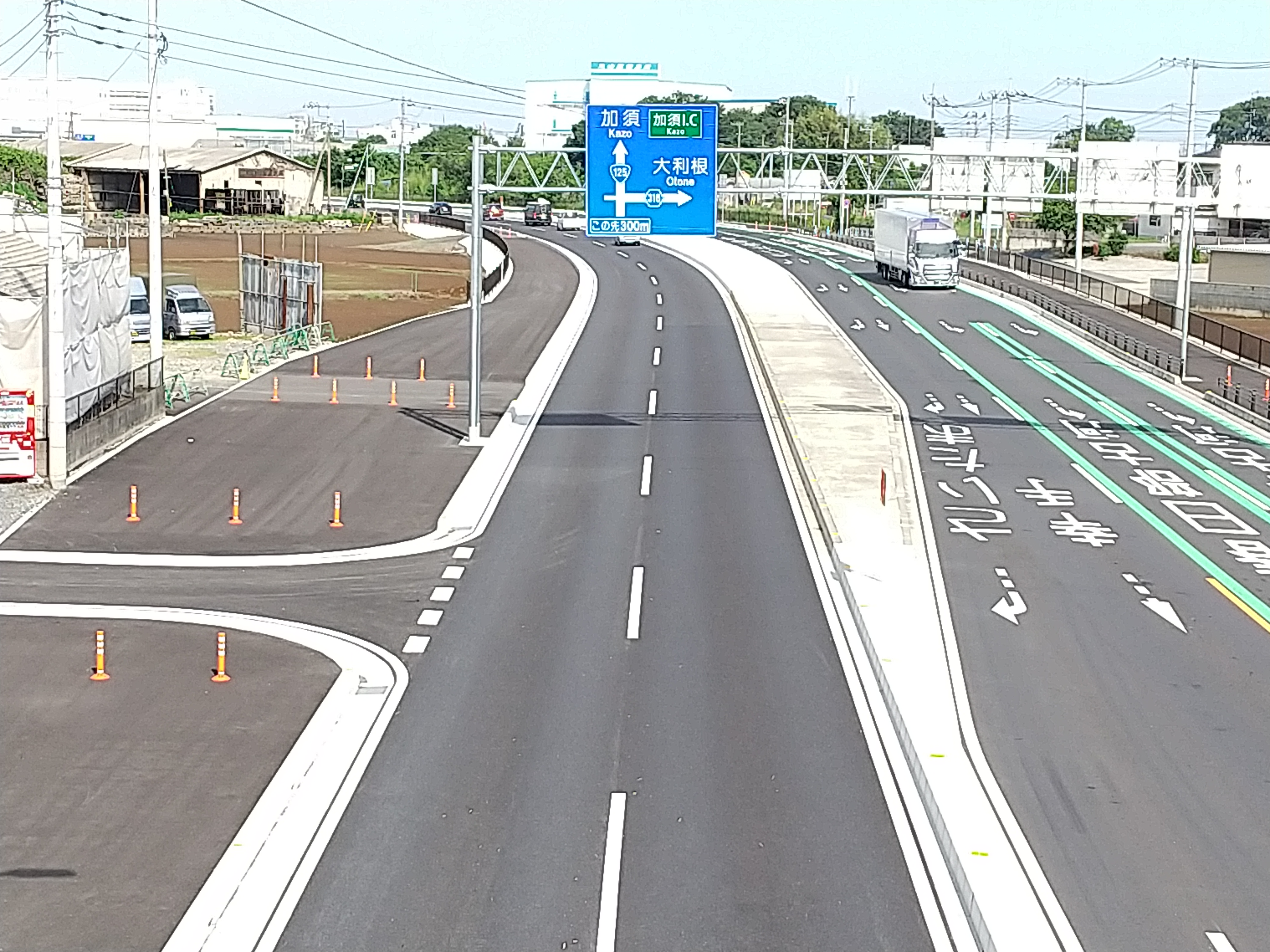
久喜市佐間付近
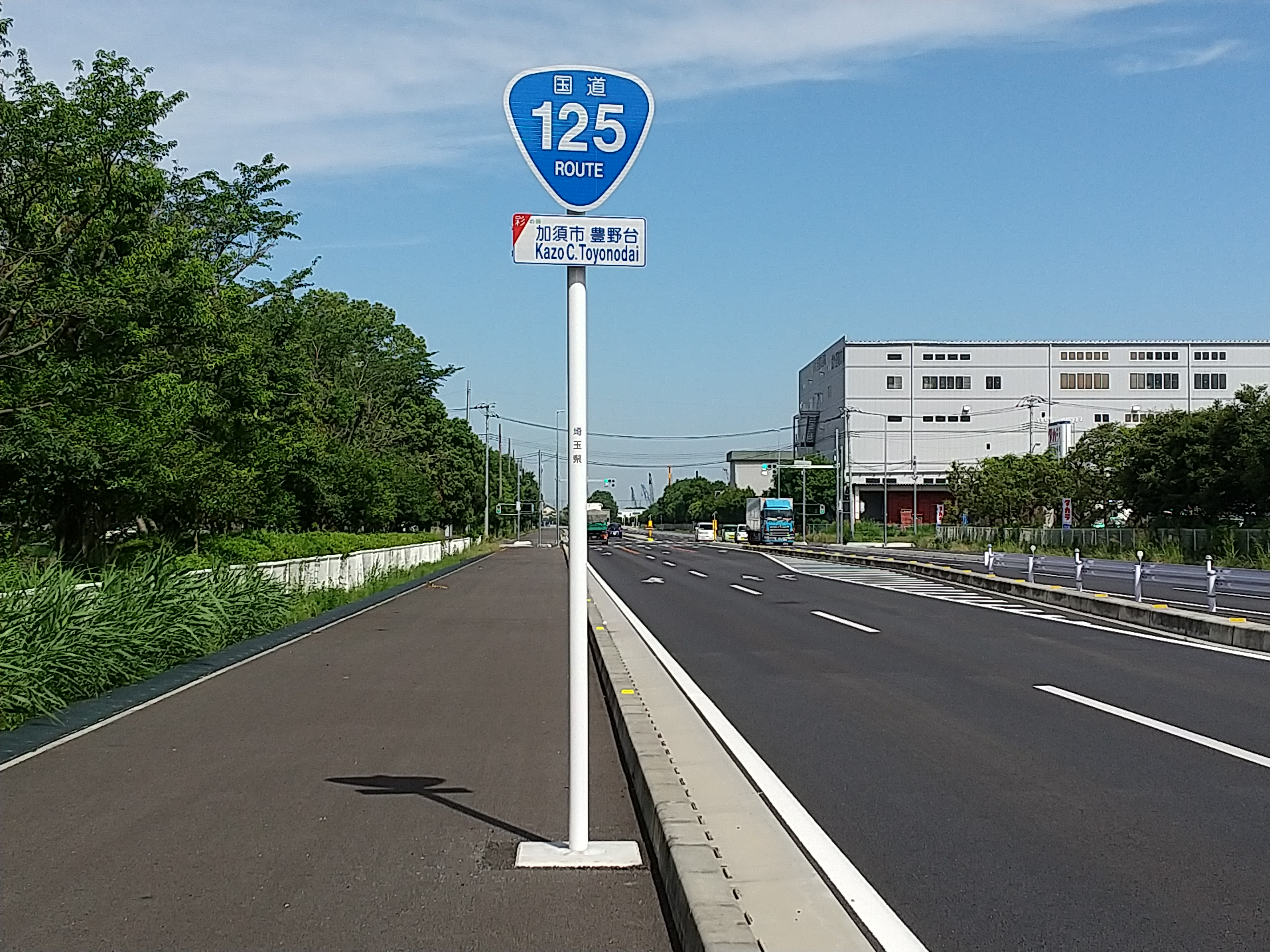
加須市豊野台付近
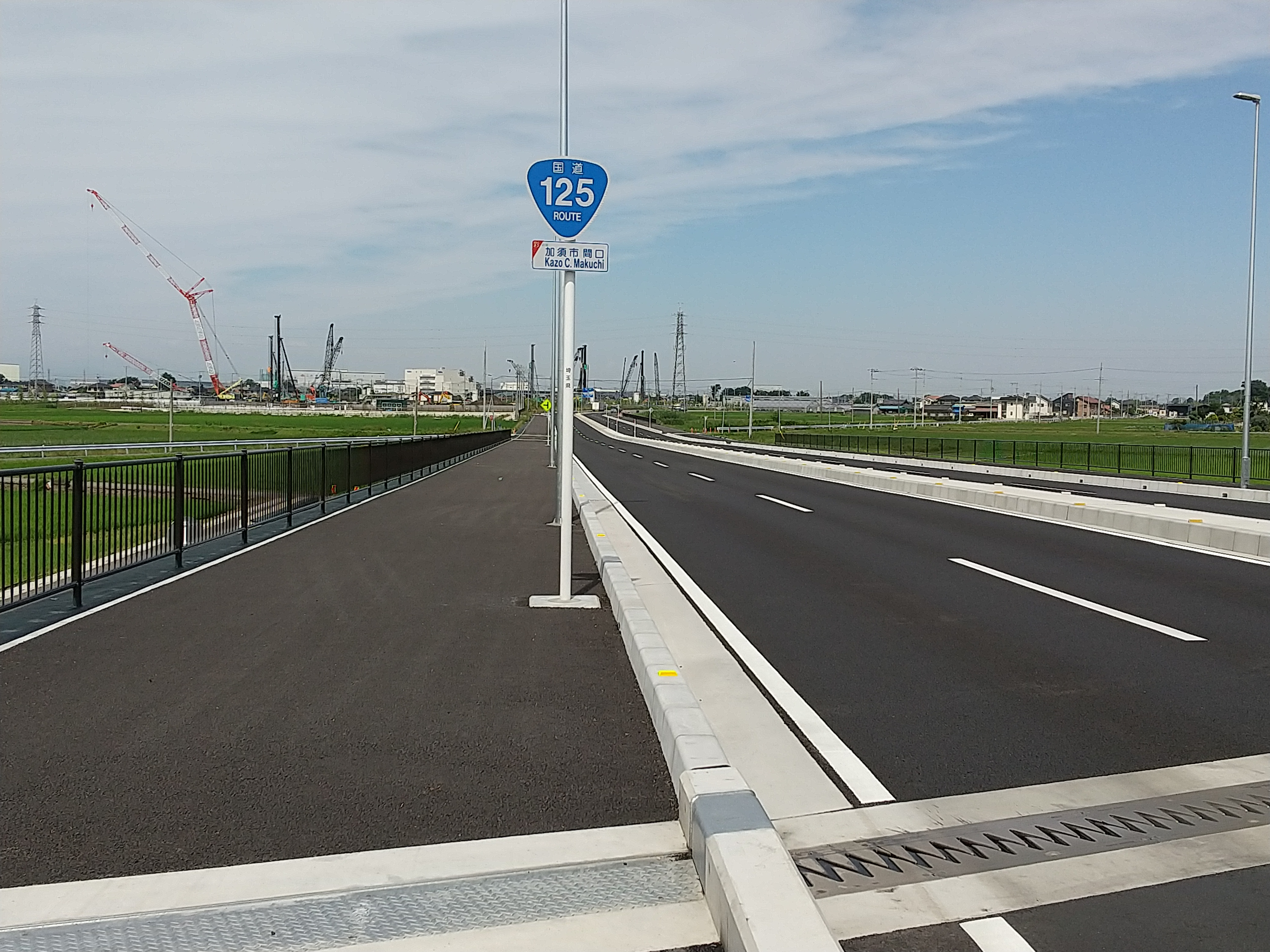
加須市間口付近
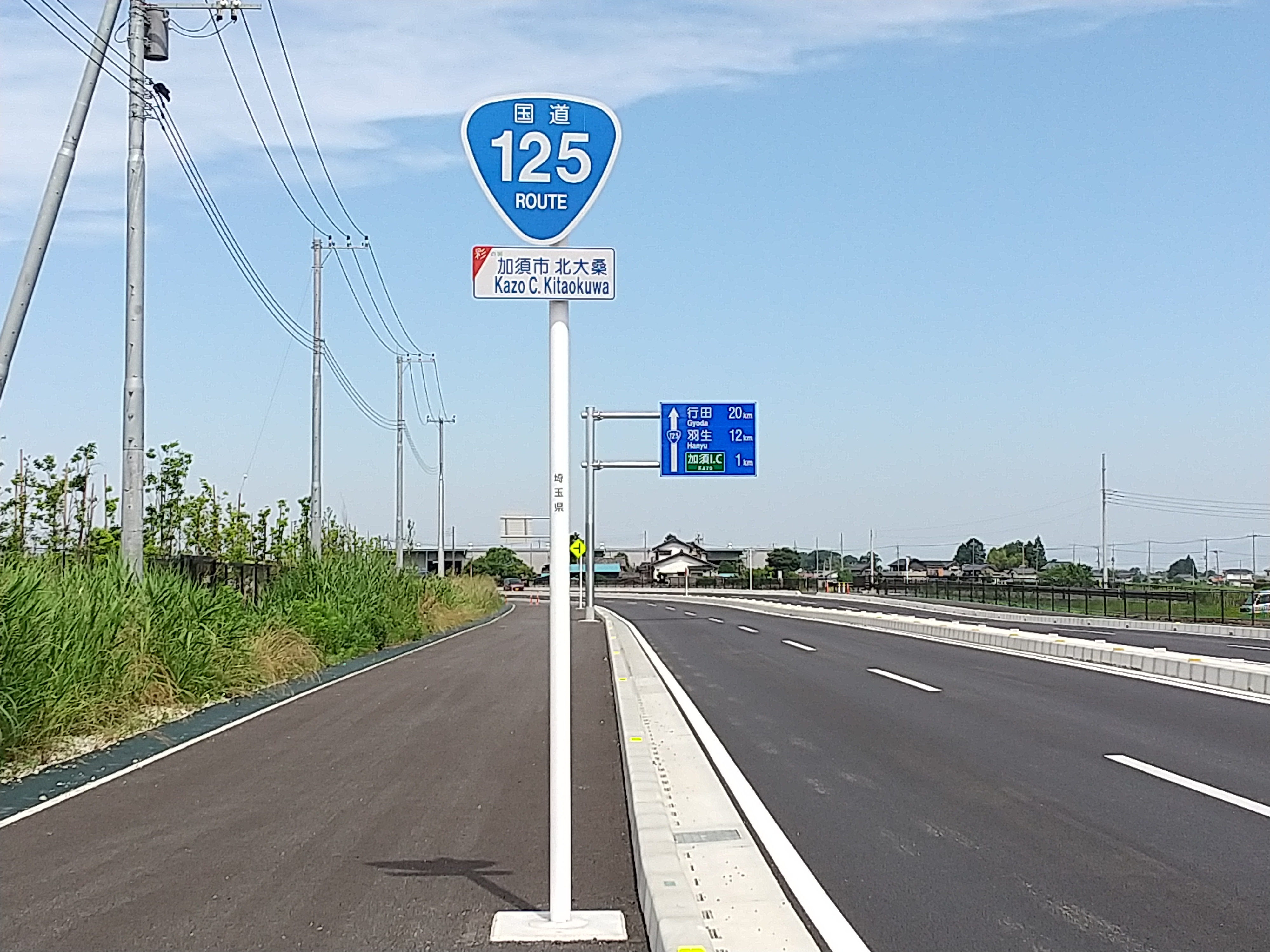
加須市北大桑付近